# Кёлле, Сигизмунд Вильгельм
Сигизмунд Вильгельм Кёлле (нем. Sigismund Wilhelm Koelle; 14 июля 1820, Хайльбронн — 18 февраля 1902, Лондон) — протестантский миссионер и филолог.

## Биография
В 1841 г. примкнул к миссионерской школе в Базеле и в 1845 г. был направлен в распоряжение миссионерского общества в Лондоне, откуда в 1847 г. отправился в Сьерра-Леоне. Вернувшись в 1853 г., Кёлле опубликовал несколько книг по материалам своих африканских наблюдений — прежде всего, «Polyglotta Africana» (Лондон, 1854, c подзаголовком «Сравнительный словарь трёхсот слов и выражений на более чем ста различных африканских языках»), «Грамматика языка борну, или канури» (там же, 1854), «Африканская литература, или Пословицы, сказки и исторические эпизоды в языках канури, или борну» (англ. African native literature. Or proverbs, tales and historical fragments in the Kanuri or Bornu language; 1854) и др.
В 1855 г. Кёлле отправился в новую миссионерскую поездку в Египет и Палестину, а в 1862 г. перебрался в Константинополь, откуда вернулся в Англию только в 1880 г. 
Сочинения второй половины жизни Кёлле носят преимущественно религиозно-публицистический характер:
- «Пища для размышлений: Исторические параллели между исламом и христианство» (англ. Food for reflection. Being an historical comparison between Mohammedanism and Christianity, 1865);
- «Смерть Христа на кресте: факт, а не выдумка» (англ. The death of Christ upon the cross. A fact, not a fiction, 1885).